# Henning Fritz
Henning Fritz (Magdeburg, 1974. szeptember 21. –) német válogatott kézilabdázókapus. Jelenleg a német Rhein-Neckar Löwen játékosa.  A 2004-es év legjobb kézilabdázójának választották.
Pályafutását szülővárosa csapatában az SC Magdeburgban kezdte 1988-ban és egészen 2001-ig játszott itt. Ekkor a THW Kiel együttesébe igazolt. Ötszörös német bajnok (2001, 2002, 2005, 2006, 2007), négyszeres EHF-kupa győztes (1999, 2001, 2002, 2004). A Kiellel 2007-ben elhódította a bajnokok ligája serleget. 2007 óta a Rhein-Neckar Löwen hálóját védi.
A német válogatottban 1994-ben egy Magyarország elleni mérkőzésen mutatkozhatott be. Számos tornán részt vett a válogatottal és komoly sikereket ért el. A 2004-es Európa-bajnokságon és a hazai rendezésű 2007-es világbajnokságon aranyérmet, míg a 2002-es Eb-n, a 2003-as vb-n és a 2004-es athéni olimpián ezüstérmet szerzett a nemzeti csapat tagjaként.

## Szezononkénti statisztika
| Szezon    | Csapat             | Bajnokság  | Mérkőzések | Gólok | Hetesek | Összes gól |
| --------- | ------------------ | ---------- | ---------- | ----- | ------- | ---------- |
| 1992-2001 | SC Magdeburg       | Bundesliga | 233        | 0     | 0       | 0          |
| 2001-2007 | THW Kiel           | Bundesliga | 178        | 0     | 0       | 0          |
| 2007/2008 | Rhein-Neckar Löwen | Bundesliga | 31         | 0     | 0       | 0          |
| 2008/2009 | Rhein-Neckar Löwen | Bundesliga | 28         | 0     | 0       | 0          |
| 2009/2010 | Rhein-Neckar Löwen | Bundesliga | 33         | 0     | 0       | 0          |
| 1992-2009 | összesen           | Bundesliga | 503        | 0     | 0       | 0          |

## Sikerei

### Válogatottban
- Olimpia
- 2. hely: 2004
- Világbajnokság: 
  - 1. hely: 2007
  - 2. hely: 2003
- Európa-bajnokság: 
  - 1. hely: 2004
  - 2. hely: 2002

### Klubcsapatban
- EHF-kupa
  - 1. hely: 1999, 2001, 2002, 2004
- EHF-bajnokok ligája
  - 1. hely: 2007
- Bundesliga: 
  - 1. hely: 2001, 2002, 2005, 2006, 2007
  - 3. hely: 2009
- Német-kupa: 
  - 1. hely: 1996, 2007
- Német-szuperkupa: 
  - 1. hely: 1996, 2005

### Egyéni
- A világ legjobb kézilabdázója: 2004
- A 2004-es Európa-bajnokság legjobb kapusa.
- A 2004. évi nyári olimpiai játékok legjobb kapusa.
- Az év kézilabdázója Németországban: 2004
- A 2003-as és a 2007-es vb legjobb kapusa.
- A 2007-es kézilabda-világbajnokságon beválasztották az All Star csapatba.